# Södra Rudegöl
Södra Rudegöl är en sjö i Karlskrona kommun i Blekinge och ingår i Lyckebyåns huvudavrinningsområde.